# Неустойчивые предпочтения
Неустойчивые (динамически несостоятельные) предпочтения — предпочтения, которые меняются с течением времени.
Стандартная модель межвременного выбора предполагает, что человек определяет свои предпочтения (о распределении ресурсов или усилий между периодами), взвешивая издержки и выгоды, один раз наиболее рациональным способом и следует им независимо от момента времени. Такие предпочтения называются устойчивыми.
Модель межвременного выбора с неустойчивыми описывает ситуации, когда в одном периоде индивид принимает решение, однако в следующих периодах он его пересматривает и может изменить свои предпочтения. Предпочтения, которые зависят от момента времени, называются неустойчивыми или динамически несостоятельными.

## Моделирование неустойчивых предпочтений
В отличие от модели устойчивых предпочтений, где используется стандартная функция дисконтирования, а данном случае применяется квазигиперболическая функция дисконтирования, впервые описанная Дэвидом Лейбсоном в 1997 г.
{\displaystyle U_{t}=u(x_{t})+\beta \textstyle \sum _{\tau =1}^{T-t}\displaystyle \delta ^{\tau }u(x_{t+\tau })}
где 0≤β≤1 — параметр смещения к настоящему
Ut — приведенная к периоду t полезность всех периодов
T — последний рассматриваемый период
Если β=1, то квазигиперболическая функция дисконтирования сводится к стандартной функции дисконтирования, а предпочтения являются устойчивыми.
Смещение к настоящему означает, что чем ближе период к настоящему моменту, тем сильнее издержки или выгоды будут дисконтироваться.

## Примеры неустойчивых предпочтений
- Одним из известных примеров в литературе механизма работы с неустойчивыми предпочтениями является «Одиссей и сирены». Любопытно услышать песни сирен, но помня об опасности, Одиссей приказывает своим людям заткнуть уши пчелиным воском и привязывается к мачте корабля. Самое главное, он приказывает своим людям не обращать внимания на его крики, пока они проходят мимо сирен; осознавая, что в будущем он может вести себя иррационально, Одиссей ограничивает свою будущую свободу действий и привязывает себя к механизму обязательств (то есть мачте), чтобы выжить в этом опасном примере динамической несогласованности.
- Подтверждение в лабораторных экспериментах:

2 выбора: 100$ сейчас или 200$ через 2 года и 100$ через 6 лет или 200$ через 8 лет. По сути эти 2 альтернативы сводятся к одной — стоят ли дополнительные 100$ двухгодового ожидания. Человек с устойчивыми предпочтениями будет выбирать одинаковый вариант в обоих случаях. Однако результаты эксперимента показали, что в 1 модели выбора люди склонны выбирать 100$ сейчас, а во второй модели — 200$ через 8 лет. Эти предпочтения неустойчивые, так как зависят от момента времени.